# Kanton Dieulouard
Kanton Dieulouard (fr. Canton de Dieulouard) byl francouzský kanton v departementu Meurthe-et-Moselle v regionu Lotrinsko. Tvořilo ho 11 obcí. Zrušen byl po reformě kantonů 2014.

## Obce kantonu
- Blénod-lès-Pont-à-Mousson
- Dieulouard
- Fey-en-Haye
- Jezainville
- Maidières
- Montauville
- Norroy-lès-Pont-à-Mousson
- Pagny-sur-Moselle
- Prény
- Vandières
- Villers-sous-Prény